# Frederick Vine
Frederick John Vine, né le 17 juin 1939 et mort le 21 juin 2024, est un géologue marin et géophysicien anglais. Il a apporté des contributions clés à la théorie de la tectonique des plaques, aidant à montrer que le fond marin s'étend à partir des dorsales médio-océaniques avec un schéma symétrique d'inversions magnétiques dans les roches basaltiques de chaque côté.

## Jeunesse
Vine est né à Chiswick  Londres, et fait ses études à Latymer Upper School et St John's College, Cambridge  où il étudie les sciences naturelles (BA, 1962) et la géophysique marine (PhD, 1965) . Il épouse Susan 'Sue' Vine (née McCall), qui travaille comme assistante de recherche pour Drummond Matthews au Département de géodésie et de géophysique de l'Université de Cambridge, contribuant au développement de l'hypothèse de propagation des fonds marins associée à Matthews et son mari .

## Tectonique des plaques

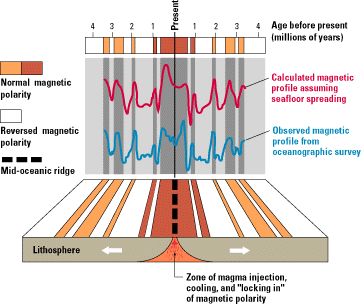
Le profil magnétique observé pour le fond marin autour d'une dorsale médio-océanique concorde étroitement avec le profil prédit par l' hypothèse Vine-Matthews-Morley.

La thèse de doctorat de Vine porte sur le « magnétisme dans le fond marin » et est supervisée par Drummond Matthews. Ayant rencontré Harry Hess, il est au courant de la propagation du fond marin, où le lit de l'océan agit comme un « tapis roulant » s'éloignant de la dorsale centrale . Les travaux de Vine, avec ceux de Drummond Matthews et de Lawrence Morley de la Commission géologique du Canada, aident à mettre en contexte les variations des propriétés magnétiques de la croûte océanique dans ce qui est maintenant connu sous le nom d'hypothèse Vine-Matthews-Morley. Plus précisément, ils soutiennent l'idée de Dietz (Nature 1961) selon laquelle la propagation du fond marin se produit au niveau des dorsales médio-océaniques. Vine et Matthews montrent que le basalte créé sur une dorsale médio-océanique enregistre la polarité (et la force) du champ magnétique actuel de la Terre, transformant ainsi le « tapis roulant » théorique de Hess en un « magnétophone » . De plus, ils montrent que les inversions magnétiques "gelées" dans ces roches, comme suggéré par Allan Cox (Nature 1963)  peuvent être vues comme des bandes parallèles lorsque vous vous éloignez perpendiculairement de la crête de la crête .

## Carrière académique
Vine travaille avec EM Moores sur l'Ophiolite dans les montagnes de Troodos au sud de Chypre. Il travaille avec RA Livermore et AG Smith sur l'histoire du champ magnétique terrestre . Il travaille sur la conductivité électrique des roches de la croûte continentale inférieure avec RG Ross et PWJ Glover, qui culmine en 1992 avec des mesures de la conductivité électrique des amphibolites et des granulites riches en graphite à des températures et des pressions crustales inférieures avec une saturation en eau complète et des pores, fluide sous pression  et sans graphite .
En 1967, Vine devient professeur adjoint de géologie et de géophysique à l'Université de Princeton. En 1970, il rejoint la School of Environmental Sciences de l'Université d'East Anglia, où il devient professeur en 1974. Il est doyen de 1977 à 1980, puis de 1993 à 1998. Après 1998, il est professeur à l'Université d'East Anglia  puis en 2008 il y devient professeur émérite .

## Honneurs
- Médaille Arthur Louis Day en 1968 [3]
- Médaille Bigelow de l'Institut océanographique de Woods Hole en 1970 [10]
- Médaille Bigsby de la Société géologique de Londres en 1971
- Médaille Chapman de la Royal Astronomical Society (1973) [3]
- Membre de la Royal Society en mars 1974 [3]
- La médaille Chree et le prix de l'Institut de physique (1977) [3]
- Médaille Hughes de la Royal Society (1982)
- Prix international Balzan (1981) [3]
- Médaille Prestwich de la Geological Society of London en 2007

## Ouvrages
- F. J. Vine, An insider's history of the modern theory of the Earth, Boulder, Colorado, Westview Press, 2001, 46–66 p., « Reversals of fortune »[4],[11]
- Glover et Vine, « Electrical conductivity of carbon bearing granulite at raised temperatures and pressures », Nature, vol. 360, no 6406,‎ 1992, p. 723–726 (DOI 10.1038/360723a0, Bibcode 1992Natur.360..723G, S2CID 4238126)
- Glover et Vine, « Electrical conductivity of the continental crust », Geophys. Res. Lett., vol. 21, no 22,‎ 1992, p. 2357–2360 (DOI 10.1029/94GL01015, Bibcode 1994GeoRL..21.2357G)
- Vine et Matthews, « Magnetic anomalies over oceanic ridges », Nature, vol. 199, no 4897,‎ 1963, p. 947–949 (DOI 10.1038/199947a0, Bibcode 1963Natur.199..947V, S2CID 4296143)[11]
- F. J. Vine, Ophiolite concept and the evolution of geological thought, vol. 373, coll. « Geological Society of America Special Paper », 2003, 65–75 p., « Ophiolites, ocean crust formation and magnetic studies: a personal view »[4]
- Philip Kearey, Keith A. Klepeis et Frederick J. Vine, Global tectonics, Wiley-Blackwell, 2009 (ISBN 978-1-4051-0777-8, lire en ligne), p. 482 First edition: 1990, second edition: 1996.